# Morti nel 2019/Ottobre
| Questa pagina contiene informazioni ricavate automaticamente dalle voci biografiche con l'ausilio del template Bio e di un bot. L'aggiornamento è periodico e automatico e ricostruisce completamente la pagina. Se manca una persona in questa lista, sei pregato di non aggiungerla, ma accertati piuttosto che la sua voce biografica contenga il template Bio e che i dati anagrafici siano correttamente compilati. Se il template Bio manca, inseriscilo tu stesso o, in alternativa, metti l'avviso {{tmp\|Bio}} che ne segnala la mancanza. Se i dati riportati sono sbagliati, correggi direttamente la voce biografica; le modifiche saranno visibili in questa lista entro pochi giorni. Per chiarimenti vedi il progetto biografie. La lista contiene solo le 179 persone che sono citate nell'enciclopedia e per le quali è stato implementato correttamente il template Bio. Pagina aggiornata al 10 lug 2025. |

- 1º ottobre - Karel Gott, cantante e attore ceco (n. 1939)
- 1º ottobre - Miguel León-Portilla, antropologo e storico messicano (n. 1926)
- 1º ottobre - Mikayla Martin, sciatrice alpina e sciatrice freestyle canadese (n. 1997)
- 1º ottobre - Wolfgang Perner, biatleta e fondista austriaco (n. 1967)
- 2 ottobre - Grazia Barcellona, pattinatrice artistica su ghiaccio italiana (n. 1929)
- 2 ottobre - Julie Gibson, attrice statunitense (n. 1913)
- 2 ottobre - Giya Kancheli, compositore georgiano (n. 1935)
- 2 ottobre - Jafar Kashani, calciatore iraniano (n. 1945)
- 2 ottobre - John Kirby, avvocato statunitense (n. 1939)
- 2 ottobre - Paul LeBlanc, truccatore canadese (n. 1946)
- 2 ottobre - Hanno Selg, pentatleta sovietico (n. 1932)
- 2 ottobre - Kim Shattuck, cantante e chitarrista statunitense (n. 1963)
- 2 ottobre - Giorgio Squinzi, imprenditore, chimico e dirigente sportivo italiano (n. 1943)
- 2 ottobre - Corly Verlooghen, poeta surinamese (n. 1932)
- 3 ottobre - Giancesare Flesca, giornalista italiano (n. 1945)
- 3 ottobre - Diogo Freitas do Amaral, politico portoghese (n. 1941)
- 3 ottobre - Ignacio Noguer Carmona, vescovo cattolico spagnolo (n. 1931)
- 3 ottobre - Isaac Promise, calciatore nigeriano (n. 1987)
- 3 ottobre - Roger Taillibert, architetto francese (n. 1926)
- 4 ottobre - Diahann Carroll, attrice e cantante statunitense (n. 1935)
- 4 ottobre - Hugo Heredia, sassofonista e flautista argentino (n. 1935)
- 4 ottobre - Stephen Moore, attore britannico (n. 1937)
- 4 ottobre - Alberto Testa, danzatore e coreografo italiano (n. 1922)
- 5 ottobre - Nina Arciševskaja, cestista sovietica (n. 1933)
- 5 ottobre - Dolores Dorn, attrice statunitense (n. 1934)
- 5 ottobre - Marcello Giordani, tenore italiano (n. 1963)
- 5 ottobre - Blaine Lindgren, ostacolista statunitense (n. 1939)
- 5 ottobre - Vittorangelo Orati, economista italiano (n. 1943)
- 5 ottobre - Paul Roe, calciatore inglese (n. 1959)
- 6 ottobre - Ginger Baker, batterista britannico (n. 1939)
- 6 ottobre - Francesco Elio Bruno, ballerino italiano (n. 1944)
- 6 ottobre - Larry Junstrom, bassista statunitense (n. 1949)
- 6 ottobre - Masaichi Kaneda, giocatore di baseball e allenatore di baseball giapponese (n. 1933)
- 6 ottobre - Martin Lauer, ostacolista, multiplista e velocista tedesco (n. 1937)
- 6 ottobre - Rip Taylor, attore e comico statunitense (n. 1931)
- 7 ottobre - André Barbault, astrologo francese (n. 1921)
- 7 ottobre - Beppe Bigazzi, dirigente d'azienda, gastronomo e giornalista italiano (n. 1933)
- 7 ottobre - Giorgio Casoli, politico e magistrato italiano (n. 1928)
- 7 ottobre - Ed Kalafat, cestista statunitense (n. 1932)
- 7 ottobre - Eugène Saccomano, scrittore e telecronista sportivo francese (n. 1936)
- 7 ottobre - Ella Vogelaar, politica e sindacalista olandese (n. 1949)
- 8 ottobre - Malcolm Duncan, sassofonista britannico (n. 1945)
- 8 ottobre - Serafim Fernandes de Araújo, cardinale e arcivescovo cattolico brasiliano (n. 1924)
- 8 ottobre - Eduard Admetlla i Lázaro, fotografo e inventore spagnolo (n. 1924)
- 9 ottobre - Andrés Gimeno, tennista spagnolo (n. 1937)
- 9 ottobre - Filippo Penati, politico e dirigente sportivo italiano (n. 1952)
- 9 ottobre - Louis-Christophe Zaleski-Zamenhof, ingegnere e esperantista francese (n. 1925)
- 10 ottobre - Pierre Albrecht, cestista svizzero (n. 1931)
- 10 ottobre - Esmeralda Barros, attrice brasiliana (n. 1945)
- 10 ottobre - Ugo Colombo, ciclista su strada italiano (n. 1940)
- 10 ottobre - Dominic Jala, arcivescovo cattolico indiano (n. 1951)
- 10 ottobre - Pat Lawson, cestista e golfista canadese (n. 1929)
- 10 ottobre - Dolo Mistone, calciatore italiano (n. 1936)
- 10 ottobre - Marie-José Nat, attrice francese (n. 1940)
- 11 ottobre - György Bakcsi, compositore di scacchi ungherese (n. 1933)
- 11 ottobre - Robert Forster, attore statunitense (n. 1941)
- 11 ottobre - John Giorno, poeta e attore statunitense (n. 1936)
- 11 ottobre - Aleksej Archipovič Leonov, cosmonauta sovietico (n. 1934)
- 11 ottobre - Alí Nakhjavani, religioso e insegnante azero (n. 1919)
- 11 ottobre - Oriano Ripoli, politico italiano (n. 1923)
- 11 ottobre - Ettore Spalletti, pittore e scultore italiano (n. 1940)
- 12 ottobre - Carlo Croccolo, attore e doppiatore italiano (n. 1927)
- 12 ottobre - Sara Danius, critica letteraria svedese (n. 1962)
- 12 ottobre - Manuel Frattini, danzatore, cantante e coreografo italiano (n. 1965)
- 12 ottobre - Nanni Galli, pilota automobilistico e imprenditore italiano (n. 1940)
- 12 ottobre - Hevrin Khalaf, politica curda (n. 1984)
- 12 ottobre - Milcho Leviev, compositore, pianista e arrangiatore statunitense (n. 1937)
- 12 ottobre - Glen Pettinger, cestista canadese (n. 1928)
- 12 ottobre - Rico Simen, giocatore di curling svizzero (n. 1962)
- 12 ottobre - Yoshihisa Yoshikawa, tiratore a segno giapponese (n. 1936)
- 13 ottobre - Hideo Azuma, fumettista giapponese (n. 1950)
- 13 ottobre - Maria Bettetini, filosofa italiana (n. 1962)
- 13 ottobre - Paco Fabrini, attore italiano (n. 1973)
- 13 ottobre - Vincenzo Gallizzi, politico e sindacalista italiano (n. 1927)
- 13 ottobre - Richard Huckle, criminale britannico (n. 1986)
- 13 ottobre - Charles Jencks, architetto del paesaggio statunitense (n. 1939)
- 14 ottobre - Harold Bloom, critico letterario e anglista statunitense (n. 1930)
- 14 ottobre - Sulli, cantante, cantautrice e attrice sudcoreana (n. 1994)
- 14 ottobre - Walter Da Pozzo, attore, drammaturgo e sceneggiatore italiano (n. 1964)
- 14 ottobre - Mirosław Kalinowski, cestista polacco (n. 1949)
- 14 ottobre - Renato Scrollavezza, liutaio italiano (n. 1927)
- 15 ottobre - Andrew Cowan, pilota automobilistico e dirigente sportivo britannico (n. 1936)
- 15 ottobre - Robert Louis Dressler, botanico statunitense (n. 1927)
- 15 ottobre - Alberto Fratini, compositore, musicista e cantante italiano (n. 1953)
- 15 ottobre - Luigi Frey, economista e banchiere italiano (n. 1934)
- 15 ottobre - Song Soon-chun, pugile sudcoreano (n. 1934)
- 16 ottobre - Paolo Bonaiuti, politico e giornalista italiano (n. 1940)
- 16 ottobre - Enrica Margherita Boschetti, medico italiana (n. 1934)
- 16 ottobre - John Clarke, attore e sceneggiatore statunitense (n. 1931)
- 16 ottobre - Patrick Day, pugile statunitense (n. 1992)
- 16 ottobre - Umberto Quattrocchi, naturalista e ginecologo italiano (n. 1947)
- 16 ottobre - Andrej Smirnov, nuotatore sovietico (n. 1957)
- 16 ottobre - Fernando Tani, arbitro di calcio italiano (n. 1941)
- 16 ottobre - John Tate, matematico statunitense (n. 1925)
- 16 ottobre - Franco Vanzini, calciatore e allenatore di calcio italiano (n. 1941)
- 16 ottobre - Antonio Zapattini, cestista paraguaiano (n. 1929)
- 17 ottobre - Alicia Alonso, ballerina e coreografa cubana (n. 1920)
- 17 ottobre - William Andre, pentatleta statunitense (n. 1931)
- 17 ottobre - Slav Bakalov, animatore e pittore bulgaro (n. 1945)
- 17 ottobre - Luigi Caligaris, militare e politico italiano (n. 1931)
- 17 ottobre - Antonia Campi, designer italiana (n. 1921)
- 17 ottobre - Elijah Cummings, politico e avvocato statunitense (n. 1951)
- 17 ottobre - Bill Macy, attore statunitense (n. 1922)
- 17 ottobre - Göran Malmqvist, linguista, traduttore e sinologo svedese (n. 1924)
- 17 ottobre - Attilio Ortolani, fumettista italiano (n. 1937)
- 18 ottobre - Maria Baldan, artista italiana (n. 1930)
- 18 ottobre - Michael Flaksman, violoncellista statunitense (n. 1946)
- 18 ottobre - Rui Jordão, calciatore portoghese (n. 1952)
- 18 ottobre - Meir Shamgar, giurista, magistrato e militare israeliano (n. 1925)
- 19 ottobre - Robert Chef d'Hôtel, velocista e mezzofondista francese (n. 1922)
- 19 ottobre - Salvador Giner, sociologo spagnolo (n. 1934)
- 19 ottobre - Andrea Vaccaro, artista e pittore italiano (n. 1939)
- 19 ottobre - Aleksandr Volkov, tennista sovietico (n. 1967)
- 20 ottobre - Kaneta Kimotsuki, doppiatore giapponese (n. 1935)
- 20 ottobre - Plinio Maggi, cantante, compositore e paroliere italiano (n. 1940)
- 20 ottobre - Cristóbal Maldonado, calciatore e allenatore di calcio paraguaiano (n. 1950)
- 20 ottobre - Nick Tosches, scrittore, giornalista e biografo statunitense (n. 1949)
- 21 ottobre - Willie Brown, giocatore di football americano e allenatore di football americano statunitense (n. 1940)
- 21 ottobre - Josip Elic, attore statunitense (n. 1921)
- 21 ottobre - Gustav Gerneth, supercentenario tedesco (n. 1905)
- 21 ottobre - Ingo Maurer, designer e imprenditore tedesco (n. 1932)
- 21 ottobre - Nissim Karelitz, rabbino israeliano (n. 1926)
- 21 ottobre - Brian Michael Noble, vescovo cattolico britannico (n. 1936)
- 22 ottobre - Ole Henrik Laub, scrittore danese (n. 1937)
- 22 ottobre - Raymond Leppard, direttore d'orchestra e clavicembalista britannico (n. 1927)
- 22 ottobre - Guy Graham Musser, zoologo statunitense (n. 1936)
- 22 ottobre - Sadako Ogata, docente e diplomatica giapponese (n. 1927)
- 22 ottobre - Rolando Panerai, baritono e regista teatrale italiano (n. 1924)
- 22 ottobre - Dino Panzanato, calciatore e allenatore di calcio italiano (n. 1938)
- 22 ottobre - Marieke Vervoort, atleta paralimpica belga (n. 1979)
- 22 ottobre - Therese Zenz, canoista tedesca (n. 1932)
- 23 ottobre - Harvey Dubner, ingegnere e matematico statunitense (n. 1928)
- 23 ottobre - Roberta Fiorentini, attrice italiana (n. 1948)
- 23 ottobre - Fides Romanin, fondista italiana (n. 1934)
- 23 ottobre - Hansheinz Schneeberger, violinista e insegnante svizzero (n. 1926)
- 23 ottobre - Francis Tresham, autore di giochi britannico (n. 1936)
- 24 ottobre - Walter Franco, cantante, musicista e chitarrista brasiliano (n. 1945)
- 25 ottobre - Allan Boyd, calciatore scozzese (n. 1926)
- 25 ottobre - Renzo Burini, calciatore e allenatore di calcio italiano (n. 1927)
- 25 ottobre - Salvador Freixedo, presbitero e parapsicologo spagnolo (n. 1923)
- 25 ottobre - Vittorio Seghezzi, ciclista su strada italiano (n. 1924)
- 25 ottobre - Don Valentine, imprenditore statunitense (n. 1932)
- 26 ottobre - Paul Barrere, musicista statunitense (n. 1948)
- 26 ottobre - Enriqueta Basilio, velocista e ostacolista messicana (n. 1948)
- 26 ottobre - Robert Evans, produttore cinematografico, attore e produttore televisivo statunitense (n. 1930)
- 26 ottobre - Gordon French, informatico statunitense (n. 1935)
- 26 ottobre - Maurizio Graf, cantante italiano (n. 1941)
- 27 ottobre - Walter Außendorfer, slittinista italiano (n. 1939)
- 27 ottobre - Vladimir Konstantinovič Bukovskij, scrittore e attivista sovietico (n. 1942)
- 27 ottobre - John Conyers, politico e avvocato statunitense (n. 1929)
- 27 ottobre - Jorge Fernando, regista e attore brasiliano (n. 1955)
- 27 ottobre - Tasos Kōnstantinou, calciatore cipriota (n. 1949)
- 27 ottobre - Guido Lauri, danzatore e coreografo italiano (n. 1922)
- 27 ottobre - Johanna Lindsey, scrittrice statunitense (n. 1952)
- 27 ottobre - Eugenio Melandri, politico e presbitero italiano (n. 1948)
- 27 ottobre - Ivan Milat, serial killer e criminale australiano (n. 1944)
- 27 ottobre - Suzanne Schmitt, tennista francese (n. 1928)
- 27 ottobre - Xi Enting, tennistavolista cinese (n. 1946)
- 27 ottobre - Abu Bakr al-Baghdadi, terrorista iracheno (n. 1971)
- 28 ottobre - Al Bianchi, cestista, allenatore di pallacanestro e dirigente sportivo statunitense (n. 1932)
- 28 ottobre - Ron Dunlap, cestista statunitense (n. 1946)
- 28 ottobre - Ferdinand Fellmann, filosofo tedesco (n. 1939)
- 28 ottobre - Kay Hagan, politica statunitense (n. 1953)
- 28 ottobre - Alberto Izzo, architetto italiano (n. 1932)
- 28 ottobre - Bert Mozley, calciatore inglese (n. 1923)
- 28 ottobre - Toivo Salonen, pattinatore di velocità su ghiaccio finlandese (n. 1933)
- 29 ottobre - Gerald L. Baliles, politico statunitense (n. 1940)
- 29 ottobre - Claude Constantino, cestista e allenatore di pallacanestro senegalese (n. 1938)
- 29 ottobre - Richard Gerard Lennon, vescovo cattolico statunitense (n. 1947)
- 29 ottobre - John Witherspoon, attore e comico statunitense (n. 1942)
- 30 ottobre - Giovanni Bogliolo, francesista e traduttore italiano (n. 1938)
- 30 ottobre - Enrico Braggiotti, banchiere italiano (n. 1923)
- 30 ottobre - Russell Brookes, pilota di rally britannico (n. 1945)
- 30 ottobre - Eugène Cremmer, fisico francese (n. 1942)
- 30 ottobre - William J. Hughes, politico statunitense (n. 1932)
- 30 ottobre - Michele Virano, compositore e polistrumentista italiano (n. 1923)
- 31 ottobre - Ann Crumb, attrice e cantante statunitense (n. 1950)
- 31 ottobre - Roger Paul Morin, vescovo cattolico statunitense (n. 1941)
- 31 ottobre - Silvio Padoin, vescovo cattolico italiano (n. 1930)